# Sarah Höfflin
Sarah Höfflin (Ginevra, 8 gennaio 1991) è una sciatrice freestyle svizzera, specialista dello slopestyle e vincitrice del titolo olimpico a Pyeongchang 2018.

## Biografia
Sarah Höfflin ha debuttato in Coppa del Mondo l'11 novembre 2016 nel big air di Milano, classificandosi 7ª nella gara vinta dalla tedesca Lisa Zimmermann. Ai Giochi olimpici di Pyeongchang 2018 ha vinto la medaglia d'oro nello slopestyle, specialità nella quale ha ottenuto anche due Coppe del Mondo. Ai Mondiali di Engadina 2025 ha ottenuto la sua prima medaglia iridata, un argento nel big air.

## Palmarès

### Olimpiadi
- 1 medaglia:
  - 1 oro (slopestyle a Pyeongchang 2018)

### Mondiali
- 1 medaglia
  - 1 argento (big air a Engadina 2025)

### X Games
- 5 medaglie:
  - 1 oro (big air ad Aspen 2018)
  - 2 argenti (slopestyle ad Aspen 2019; slopestyle ad Aspen 2020)
  - 2 bronzi (big air ad Aspen 2020; knuckle huck ad Aspen 2024)

### Coppa del Mondo
- Miglior piazzamento nella Coppa del Mondo generale di freestyle: 3ª nel 2021 e nel 2023
- Vincitrice della Coppa del Mondo di slopestyle nel 2017 e nel 2020
- 18 podi:
  - 3 vittorie
  - 11 secondi posti
  - 4 terzi posti

#### Coppa del Mondo - vittorie
| Data            | Luogo                  | Paese       | Disciplina |
| --------------- | ---------------------- | ----------- | ---------- |
| 28 gennaio 2017 | Alpe di Siusi          | Italia      | SS         |
| 12 gennaio 2019 | Font-Romeu-Odeillo-Via | Francia     | SS         |
| 31 gennaio 2020 | Mammoth Mountain       | Stati Uniti | SS         |

Legenda:

SS = slopestyle